# 阿里布尔杜阿尔
阿里布尔杜阿尔（Alipurduar）是印度西孟加拉邦的一座城市。